# Baglad
Baglad község Zala vármegyében, a Lenti járásban. Közigazgatásilag a rédicsi körjegyzőséghez tartozik.Magyarország harmincnegyedik legkisebb települése, lakosainak száma 50-nél is kevesebb.

## Fekvése
Az Őrségben, a Nagy-völgyi-patak melletti sík területen fekszik Csesztregtől 5 kilométerre délnyugatra, Lentitől 8 kilométerre északnyugatra, a 86-os főúttól 2,5 kilométerre nyugatra, a 7418-as út mentén, amelyből déli határszélén ágazik el a Nemesnépre vezető 7421-es út. Munkanapokon viszonylag sűrűn közlekednek az autóbuszok a település és Lenti között, hétvégén azonban csak egy járat érinti.

## Története
A településre utaló első fennmaradt említés 1715-ből való. A Baglad név 1773 óta használatos. A 19. században az itt létrejött aprófalu Alsólendva vonzáskörzetébe tartozott. A trianoni békeszerződés után Alsólendva Jugoszláviába került, de Baglad Magyarországon maradt. Lakóinak száma 1935-ben még 271 fő volt, de később Magyarország és Jugoszlávia rossz viszonya miatt hátrányos helyzetűvé vált, lakosságszáma nagy mértékban csökkent, s mára elöregedett törpefaluvá lett.

## Közélete

### Polgármesterei
- 1990–1994: Ifj. Kulcsár György (független)[5]
- 1994–1998: Kulcsár Györgyné (független)[6]
- 1998–2002: Kulcsár Györgyné (független)[7]
- 2002–2006: Kulcsár Györgyné (független)[8]
- 2006–2010: Kulcsár Györgyné (független)[9]
- 2010–2014: Lóránt Beáta (független)[10]
- 2014–2019: Lóránt Beáta (független)[11]
- 2019–2024: Lóránt Beáta (független)[12]
- 2024– : Lóránt Beáta (független)[1]

## Népesség
A település népességének változása:
| Lakosok száma | 50   | 42   | 38   | 21   | 41   | 43   | 43   |
|               | 2013 | 2014 | 2015 | 2021 | 2022 | 2023 | 2024 |

A 2011-es népszámlálás idején a nemzetiségi megoszlás a következő volt: magyar 89,3%, cigány 8,5%. 68,7% római katolikusnak, 10,4% felekezeten kívülinek vallotta magát.
2022-ben a lakosság 75,6%-a vallotta magát magyarnak, 9,8% németnek, 4,9% egyéb, nem hazai nemzetiségűnek (17,1% nem nyilatkozott; a kettős identitások miatt a végösszeg nagyobb lehet 100%-nál). Vallásuk szerint 58,5% volt római katolikus, 4,9% református, 2,4% egyéb keresztény, 7,3% felekezeten kívüli (26,8% nem válaszolt).

## Nevezetességei
- 1865 táján épült fa harangláb
- A Szabadtéri Néprajzi Múzeumban található egy 1850 körül épült bagladi parasztház.